# Tilburgsche Courant
De Tilburgsche Courant was een krant die in Tilburg verscheen van 1869 tot 1931. Traditioneel had de krant banden met de Rooms-Katholieke Kerk. In 1931 werd de Tilburgsche Courant verkocht aan de uitgever van de Nieuwe Tilburgsche Courant.

## Geschiedenis
Tilburg kende vanaf 1865 het 'Weekblad van Tilburg', een behoudend rooms-katholiek blad onder redactie van Joannes Vrancken en uitgegeven door Drukkerij N. Luijten. Met het afschaffen op 1 juli 1869 van het dagbladzegel – door Vrancken aangeduid als de laatste belasting op de vrije uiting der gedachten door de drukpers – zou naar verwachting het aantal abonnees groeien. Daarom werd het weekblad na 195 edities omgezet naar een krant die tweemaal per week ging verschijnen.
De nieuwe krant kreeg de naam 'Tilburgsche Courant', met als ondertitel 'Algemeen Nieuws- en Advertentieblad'. Vrancken bleef in functie en hij handhaafde het behoudend katholieke karakter. Drukkerij N. Luijten bleef de drukker/uitgever. Twee dagen na de opheffing van het dagbladzegel verscheen de eerste editie, aansluitend aan het weekblad genummerd als No 196. Rond 1875 had de krant 500 abonnees.
Als gevolg van de opleving van het Rijke Roomse Leven nam het aantal abonnementen begin twintigste eeuw toe. Vanaf 18 december 1911 verscheen het blad dagelijks, met als ondertitel 'Dagblad van het Zuiden', inmiddels onder redactie van A.J. Prins. 
Na de Eerste Wereldoorlog verloor de Tilburgsche Courant veel abonnees, waarschijnlijk mede door de introductie van Het Nieuwsblad van het Zuiden in 1917.
Om financiële redenen zag Luijten zich in 1922 gedwongen de krant te verkopen aan Handelsdrukkerij Helmond. Het aantal abonnementen bleef sterk teruglopen. In 1931 werd de Tilburgsche Courant opgekocht door de firma van Antoine Arts, sinds 1879 uitgever van de Nieuwe Tilburgsche Courant.